# De Libertate (альбом)
«De Libertate» — музичний альбом гурту «Хорея Козацька», випущений у 2018 році. Альбом складається в основному з пісень про свободу і епіграфом якого є однойменний твір Григорія Сковороди «De Libertate».

## Учасники запису

#### Основний склад гурту
- Тарас Компаніченко (кобза Вересая, старосвітська бандура, колісна ліра, спів).
- Ярослав Крисько (старосвітська бандура, барабан, віуела, спів).
- Максим Бережнюк (сопілки, сурма, дуда, дерев'яні флейти, кларнет, спів)
- Сергій Охрімчук (скрипка, спів).
- Северин Данилейко (басоля, віолончель, спів).
- Михайло Качалов (фідель, спів).

#### Запрошений музикант
- Мартін Ньаяга (віолончель).

## Композиції
1. «Ангели знижайтеся» (слова Григорія Сковороди, музика невідомого автора XVIII ст.)
2. «Войська Запорозького воїн знаменитий» (слова Григорія Граб'янки, музика Дмитра Туптала)
3. «De Libertate» (слова Григорія Сковороди, музика Тараса Компаніченка)
4. «Гей, була в мене коняка» (слова Якова Щоголіва, музика народна, обробка та аранжування Тараса Компаніченка)
5. «Ой чого ти почорніло зеленеє поле?» (слова Тараса Шевченка, музика народна)
6. «Стрілецький марш "Весна"» (слова Спиридона Черкасенка, музика Тараса Компаніченка)
7. «За рідний край» (слова Романа Купчинського, музика Михайла Гайворонського)
8. «За читанням Ясунарі Кавабати» (слова Василя Стуса, музика Тараса Компаніченка)
9. «Та шукав козак чести й слави» (слова Тараса Компаніченка, музика народна)
10. «Дума про Савур-могилу» (слова та музика Тараса Компаніченка)
11. «Deus et Patria» (слова Тараса Компаніченка, музика з Богогласника 1791 в обробці Порфирія Демуцького)
12. «Ще не вмерла Україна» (слова Павла Чубинського і Тараса Шевченка, музика народна кубанська)